# 姉崎袖ケ浦インターチェンジ
姉崎袖ケ浦インターチェンジ（あねさきそでがうらインターチェンジ）は、千葉県市原市にある館山自動車道のインターチェンジである。
所在地は市原市だが、袖ケ浦市との市境付近に位置しているので、市原市の姉崎（姉ヶ崎）と袖ケ浦市の袖ケ浦（袖ヶ浦）を組み合わせて姉崎袖ケ浦の名称となっている。
東京ドイツ村の最寄インタ―チェンジであり、東京ドイツ村の案内でも最も推奨しているインターチェンジである。
東日本高速道路（NEXCO東日本）市原管理事務所管轄。

## 歴史
- 1995年（平成7年）4月26日：千葉市中央区浜野町（京葉道路） - 姉崎袖ケ浦IC間開通
- 1995年（平成7年）7月18日：姉崎袖ケ浦IC - 木更津南IC間開通[1]
- 2025年（令和7年）3月25日：料金所がETC専用となる[2]。

## 料金所
- ブース数：6

### 入口
- ブース数：2
  - ETC専用：1
  - サポート：1

### 出口
- ブース数：4
  - ETC専用：1
  - サポート：3

## 接続する道路
- E14館山自動車道(14番)
- 千葉県道24号千葉鴨川線
  - 左折 - 国道16号、袖ケ浦、姉崎方面
  - 右折 - 国道409号、国道410号、鴨川方面

## 周辺
- 東京ドイツ村
- ダチョウ王国
- 姉ヶ崎カントリー倶楽部
- 八幡カントリークラブ
- 東京湾カントリークラブ

## 隣
E14 館山自動車道
(13)市原IC - 市原SA -  (14)姉崎袖ケ浦IC - (15)木更津北IC